# اندام کورتی
اَندام کُرتی (به انگلیسی: Organ of Corti) یا اَندام مارپیچ (به انگلیسی : spiral organ) فقط در پستانداران یافت شده و بخشی از حلزون گوش در گوش درونی است و شامل یاخته‌های مویی و یاخته‌های حسی شنوایی است.
برای شنوایی موج‌های صوتی پس از پالایش فیزیکی توسط غضروف بیرونی گوش به گیرنده شنوایی یا اندام کرتی منتقل می‌شوند. داخل اندام کرتی، ارتعاش‌های فیزیکی به وسیلهٔ یاخته‌های مویی و حسی تشخیص داده شده و با تولید سیگنال‌های الکتریکی از راه عصب‌های شنوایی به مغز و تفسیر آن‌ها در بخش شنوایی مغز٬ پاسخ می‌دهند.  بسامدهای مختلف صوتی یاخته‌های مویی را در قسمت‌های مختلف اندام کرتی تحریک کرده و باعث درک صداها می‌شوند.
این اندام پس از آنکه کالبدشناس ایتالیایی با نام آلفونسو کُرتی (Alfonso Giacomo Gaspare Corti) در سال ۱۸۶۰ پژوهش‌های میکروسکوپی خود را بر دستگاه شنوایی پستانداران انجام داد بافتخار وی٬ اندام کُرتی نام گرفت.